# Juan Antonio Briceño
Juan Antonio Briceño, Johnny Briceño (ur. 17 lipca 1960 w Orange Walk) – belizeński polityk, od 12 listopada 2020 roku premier Belize, wicepremier Belize w latach 1998–2007, minister w kilku rządach. Lider Zjednoczonej Partii Ludowej i lider opozycji od 2008 do 2011, poseł z okręgu Orange Walk Central.

## Kariera polityczna
Juan Antonio Briceño zwany Johnnym urodził się w 1960 w Orange Walk. Związał się z chadecką Zjednoczoną Partią Ludową i z jej wielokrotnie ramienia kandydował do parlamentu i pełnił funkcje ministerialne. Po raz pierwszy dostał się do Izby Reprezentantów w 1993 roku. Briceño w 1998 objął stanowisko wicepremiera oraz ministra zasobów naturalnych i środowiska naturalnego, handlu i przemysłu w gabinecie premiera Saida Musy. W sierpniu 2004 stanął na czele grupy ministrów, zwanej sojusz G-7, domagającej się przeprowadzenia niezbędnych reform i dymisji ministra finansów Ralpha Fonseci. Briceño wszedł również w konflikt z premierem Musą w sprawie spłaty długów służby zdrowia. Z tego różnicy stanowisk z premierem, 5 czerwca 2007 podał się do dymisji i opuścił gabinet.
W lipcu 2007, podczas narodowej konwencji Zjednoczona Partia Ludowa (PUP, People’s United Party), został mianowany jednym z wiceprzewodniczących partii. W wyborach parlamentarnych 7 lutego 2008 Zjednoczona Partia Ludowa straciła władzę, zdobywając tylko 6 miejsc w 31-osobowym parlamencie. Jeden z tych mandatów, z okręgu Orange Walk Center, przypadł Briceño.
30 marca 2008 Briceño został wybrany liderem Zjednoczonej Partii Ludowej (PUP) w czasie konwencji w Belmopanie, zastępując na tym stanowisku Saida Musę. W głosowaniu pokonał Francisa Fonsecę stosunkiem głosów 330 do 310. Tym samym objął funkcję lidera opozycji w parlamencie.
7 października 2011 zrezygnował ze stanowiska przewodniczącego partii z powodów zdrowotnych. 29 października 2011 jego następcą wybrany został Francis Fonseca, który 3 listopada 2011 oficjalnie objął funkcję lidera opozycji.
7 marca 2012 po raz kolejny został członkiem Izby Reprezentantów z okręgu Orange Walk Central, w którym pokonał w wyborach przedstawiciela UDP: Denniego Grijalva, zdobywając 3042 głosy (stosunek głosów: 57,91% do 41,04%). Zjednoczona Partia Ludowa pozostała w tej kadencji w opozycji.

### Premier Belize
11 listopada 2020 roku Zjednoczona Partia Ludowa prowadzona przez Briceño zdobyła większość w parlamencie. 12 listopada 2020 roku Briceño objął urząd premiera.